# Jaera italica
Jaera italica is een pissebed uit de familie Janiridae. De wetenschappelijke naam van de soort is voor het eerst geldig gepubliceerd in 1938 door Kesselyak.